# Pterocles indicus
La ganga india o ganga hindú (Pterocles Indicus) es un ave de tamaño mediano de la familia Pteroclididae que habita en la India y Pakistán. 

## Descripción

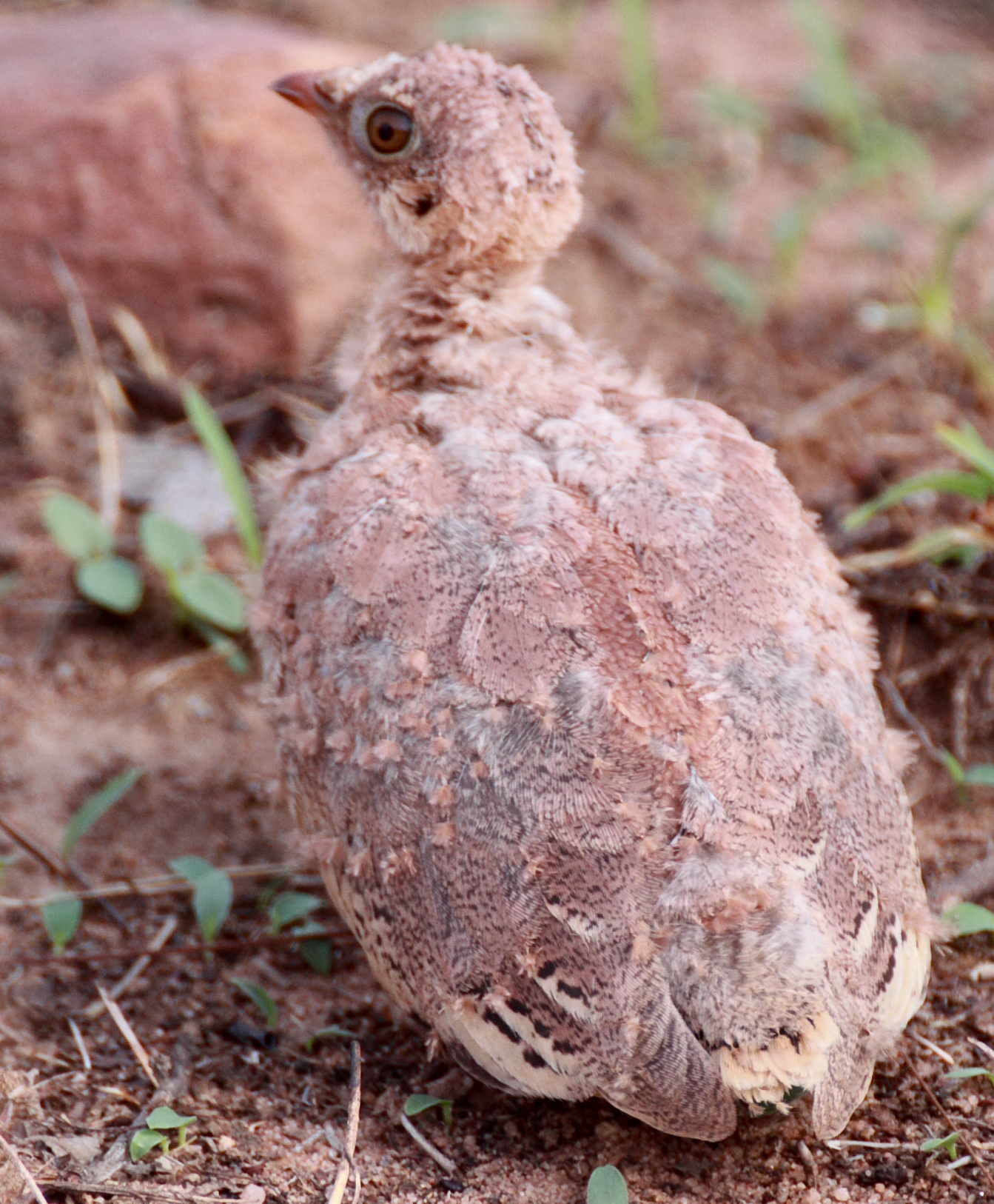
Polluelo.

La ganga india es un ave regordeta que deambula por el suelo con una cabeza pequeña y patas cortas. Los sexos poseen coloraciones diferentes. El macho posee un pico naranja y una franja negra cruzando la frente blanca, líneas negras longitudinales delgadas en la nuca y un sector de piel desnuda blanca alrededor del ojo. También se distingue por la ancha banda negra y blanca que posee en el pecho. El pecho y el vientre son de un color rosado-amarronado uniforme y su dorso, alas y cola son marrones, resaltados con franjas transversales negras y blancas. La hembra es de apariencia monótona con un color grisáceo amarronado, con franjas y pintas marrón oscuro y blancas.

## Hábitat y comportamiento
La ganga india habita en zonas secas en pastizales salvajes y zonas rocosas y se alimenta principalmente de semillas. Es un ave gregaria y los grupos suelen congregarse en torno a ojo de agua para beber.